# Горње Буковље
Горње Буковље је насељено место у Карловачкој жупанији у Хрватској. Административно припада општини Генералски Стол.

## Становништво
На попису становништва 2011. године, Горње Буковље је имало 232 становника.
Према попису становништва из 2001. године, насеље је имало 267 становника у 85 породичних домаћинстава.
Кретање броја становника по пописима 1857—2001.
| година пописа  | 1857. | 1869. | 1880. | 1890. | 1900. | 1910. | 1921. | 1931. | 1948. | 1953. | 1961. | 1971. | 1981. | 1991. | 2001. |
| бр. становника | 204   | 297   | 271   | 279   | 295   | 311   | 334   | 391   | 461   | 469   | 498   | 429   | 389   | 339   | 267   |

- Напомена

До 1981. исказивано под именом Буковје.

## Попис1991.
На попису становништва 1991. године, насељено место Горње Буковље је имало 339 становника, следећег националног састава:
| Попис 1991.‍ | Попис 1991.‍ | Попис 1991.‍ | Попис 1991.‍ | Попис 1991.‍ |
| ----------- | ----------- | ----------- | ----------- | ----------- |
|             |             |             |             |             |
| Хрвати      | Хрвати      |             | 336         | 99,11%      |
| непознато   | непознато   |             | 3           | 0,88%       |
| укупно: 339 |             |             |             |             |